# 아가방컴퍼니
아가방앤컴퍼니 주식회사는 유아용 의류를 포함한 각종 유아용품 제조 및 판매를 주사업으로 영위하는 코스닥 상장 기업이다.

## 역사
1979년 대한민국에서는 최초로 유아의류 및 유아용품 전문업체로 출범하였다.

## 사업
저출산 트렌드로 인해 관련 산업의 성장성 전망은 어두운 편이나, 정부와 지방자치단체의 출산 정책 등에 수혜를 입는 기업이다. 제품군은 유아브랜드인 아가방(AGABANG)을 비롯해 유럽 브랜드인 엘르(ELLE), 디어베이비(DEARBABY), 에뜨와(ETTOI) 등의 브랜드로 구성된다. 유아용품 이외의 사업으로는 스킨케어 브랜드 "퓨토"와 임부복 "데스티네이션 마터니티" 등의 브랜드가 있다.
매출은 전량 유아 의류 및 유아용품에서 나오며 내수 약 89%, 수출 약 11% 정도로 구성된다. 유아용품 시장에서는 막강한 브랜드 파워가 있지만 출산율 저하로 실적 부진에 시달려왔다. 2013년 기준으로 1946억원 매출에 38억원의 영업이익을 냈지만 2014년 상반기 327억원 매출을 기록하면서 정체를 보였고, 영업이익은 68억원 규모의 적자를 냈다.

## 테마주
아가방은 과거의 대선테마주로도 유명하다. 2012년 대통령 선거에서 박근혜 후보의 육아 정책 공약과 관계가 있다는 이유로 박근혜 테마주가 되어 급등락한 일이 있다. 2024년에도 새로 시행되는 정부의 출산 육아 지원책 확대로 인해 1월 3일 상한가를 기록한 바 있다.

## 매각
2014년, 아가방컴퍼니는 중국의 의류 기업 랑시(Lancy)가 2000년 중반 대한민국에 세운 의류 도소매 업체 라임패션코리아에 매각이 결정되었다. 아가방컴퍼니는 2014년 9월 2일 최대주주인 김욱 대표이사가 지분 15.3%에 해당하는 보유주식 427만2000주를 1주당 7500원에 라임패션코리아에 양도하는 주식양수도 계약을 체결했다. 양수도 대금은 약 320억원이다.